# Suzuki Tatsuya (cầu thủ bóng đá, sinh 1993)
Tatsuya Suzuki (鈴木 達也 Suzuki Tatsuya, sinh ngày 8 tháng 7 năm 1993) là một cầu thủ bóng đá người Nhật Bản. Anh thi đấu cho Grulla Morioka.

## Sự nghiệp
Tatsuya Suzuki gia nhập câu lạc bộ J3 League Grulla Morioka năm 2016.